# سام جنینگز
سام جنینگز (انگلیسی: Sam Jennings; ۲۶ دسامبر ۱۸۹۸ – ۲۱ اوت ۱۹۴۴) بازیکن فوتبال اهل بریتانیا بود.
از باشگاه‌هایی که در آن بازی کرده‌است می‌توان به باشگاه فوتبال وستهام یونایتد، باشگاه فوتبال میدلزبرو، باشگاه فوتبال ناتینگهام فارست، باشگاه فوتبال نوریچ سیتی، باشگاه فوتبال برنلی، باشگاه فوتبال ردینگ، باشگاه فوتبال برایتون اند هوو آلبیون، باشگاه فوتبال ویسبچ، باشگاه فوتبال استوک‌پورت کانتی، باشگاه فوتبال المپیک مارسی، و باشگاه فوتبال پورت ویل اشاره کرد.